# 井上正康
井上 正康（いのうえ まさやす、1945年〈昭和20年〉12月23日 - ）は、日本の医学者、大阪市立大学医学部名誉教授。岡山大学大学院を修了後、熊本大学医学部助教授などを経て、1992年より大阪市立大学医学部教授。2011年に定年退官し、同大名誉教授となった。医学博士（岡山大学）。
健康科学研究所 現代適塾 塾長。参政党外部アドバイザー、チーム日本アドバイザー。子どもへのワクチン接種を慎重に考える会共同代表。ワクチンハラスメント救済センター 代表理事。パンデミック条約・改悪IHR反対国民連合会長。WHOから命をまもる国民運動共同代表。超党派WCH（ワールドカウンシルフォーヘルス）議員連盟学術委員。
著書に『もむだけで血管は若返る』『病気からカラダを守る血管マッサージ健康法』『本当はこわくない新型コロナウイルス』『きょうから始めるコロナワクチン解毒17の方法』などがある。

## 略歴
1945年、広島県生まれ。1970年、岡山大学医学部卒業。1974年、インド・ペルシャ湾航路船医。1974年、岡山大学大学院医学研究科修了（病理学・医学博士）。「大学院生時代には妹尾左知丸教授よりワクチンの研究をすすめられた。病原体の抗原構造を生きた状態に保ちながら死菌化することで安全なワクチンを生成できるものと考え、大阪大学医学部に内地留学し、研究に取り組んだ」と著書で述べている。また、大学院の最後にインド・ペルシャ湾航路の船医を勤めた経験から、世界の7割以上の人間が感染症でなくなっていることを知り、感染症学に興味を抱くようになったという。卒業後、「分子病理学」という分子レベルから病気のメカニズムや原因を調べる総合ジャンルを提唱し、その研究のため、熊本大学で生化学から、有機合成、分子生物学まですべて履修し直した。のち渡米し、肝臓病学と栄養学を学ぶ。
研究は、病態医化学や生物系等を中心とし、特に活性酸素に関するものが多い。活性酸素が細胞や脂質を酸化する一方で、生物にとって不可欠であることを示し、活性酸素と一酸化窒素のバランスが生命維持に重要であることを明らかにした。
1978年、熊本大学医学部 講師（生化学）。1980年、アルベルト・アインシュタイン医学校 客員准教授。1989年、タフツ大学医学部 客員教授（分子生理学）。1982年4月-1992年3月、熊本大学医学部助教授（生化学）。1992年4月、大阪市立大学医学部教授（第一生化学、在任中に分子病態学へ名称変更）に就任した。2011年3月に定年退官した。翌月、東日本大震災の被災地を訪問し、感染症対策を行った。同年、大阪市立大学 名誉教授、宮城大学 理事・副学長（震災復興担当）、大阪市立大学特任教授（脳科学）を兼任。2013年、健康科学研究所所長（産業医学）、現代適塾 塾長に就任。同年、鈴鹿医療科学大学薬学部 客員教授。2015年、株式会社キリン堂ホールディングス社外取締役（-2020年）。2019年、腸内フローラ移植臨床研究会評議員、FMTクリニック院長（-2020年）を兼任。2021年、キリン堂ホールディングス学術顧問。

### その後の活動
- 2020年12月、参政党の神谷宗幣事務局長が実行委員を務める「WeRise」という集会に参加した[22][23]。「WeRise」は、「新型コロナはメディアが作り出した怪物」「新型コロナは脅威ではない」「マスクは有害無益」「自粛は不要」などを主張している[22][24]。
- 泉大津市の南出賢一市長が代表を務める「こどもコロナプラットフォーム」に、参政党の神谷代表や武田邦彦、吉野敏明らと参加した[25]。2021年10月、厚生労働省に対して、子どものCOVID-19ワクチン接種勧奨中止を求める要望書を提出した[26]。
- 2022年4月5日、井上と松田学が共同代表を務める「子どもへのワクチン接種を慎重に考える会」が国会内で勉強会を開いた[27][6][28]。この勉強会がきっかけとなり、「子どもへのワクチン接種とワクチン後遺症を考える超党派議員連盟」が発足した[6][28]。
- 2022年5月8日、参政党の第1回政治資金パーティーに出演した[29][22]。
- 2023年12月2日、保守系政治集会『CPAC JAPAN 2023』に、参政党の神谷代表、原口一博、田母神俊雄らと共に登壇した[30][31]。また、『CPAC JAPAN 2024』にも登壇した[32]。
- 2024年4月13日、ワールドカウンシルフォーヘルスジャパンが協力する「パンデミック条約反対、ワクチン接種中止」を掲げる集会とデモに参加した[33]。
- 2024年5月31日、新型コロナウイルス感染症（COVID-19）に関連し、世界保健機構（WHO）が協議している「パンデミック条約」に反対する「WHOから命をまもる国民運動」を創設し、近現代史研究家の林千勝、ノンフィクション作家の河添恵子とともに共同代表に就任した[9]。

## 主張
- 手を揉むだけで血管が若返り病気にならないと主張している[PR 5][PR 6]。
- 高血圧治療について「何時でも何処でも誰でも簡単に動脈硬化や高血圧を予防できる血管マッサージ法」が有用と主張している[PR 7]。心臓病や脳梗塞、糖尿病なども血管マッサージで防ぐことができるとしている[PR 5]。
- 自然免疫の重要性を強調し、ワクチンに頼るべきではないと述べている[34]。

### COVID-19について
COVID-19流行、著書や講演会で「マスクは無効」「PCR検査の精度は低い」「3密回避やソーシャルディスタンスは意味がない」「COVID-19は糞口感染」「日本は早い時期に集団免疫を獲得済みなのでCOVID-19ワクチンは不要」「ワクチンで健康被害が起きている」などの見解を示した。
- 新型コロナウイルス対策に関して、専門家は全く信頼出来ないと主張し、小林よしのりの思想的後ろだてとなっている[PR 11]。
- 欧米で多く死者を出した新型コロナウイルスが、日本では少ない死者数で収まっている理由として、中国人観光客によって新型コロナウィルス発生以前から日本にもたらされていた旧型コロナウィルスへの感染による集団免疫による交差免疫であるとしている[35]。武漢株からオミクロン株へと変異するたびに弱毒化している理由として、新型コロナの変異株が6000種以上誕生しており、通常はウイルスは変異を繰り返しながら弱毒化して人類との共存を模索しているからであると述べている（例外としてSARS・MERSをあげている）。政府や専門家は世界と日本での発症事例を細かく観察しつつ、危険になったら素早い対応ができる科学的体制を築き上げることが重要だとし、国民もインフォデミックによる過剰対応せずに、正しく恐れることが大切だと述べている[PR 12]。
- ニュース速報における「感染者数」とはPCR検査における「陽性者数」にほかならないと述べている。PCR検査で判明することはウイルスの遺伝子（RNA）の断片があるかないかであって、あれば陽性、なければ陰性となるだけで、断片が発見されたとしてもウイルスの量や感染力の有無（死骸であるかどうか）は不明である。ウイルスは体内や細胞内に侵入して初めて感染者になる。ただ、PCR検査自体は実験室で適切に活用すれば有力であり、潜伏期間の短いインフルエンザやSARS・MERSなどの強毒性ウイルスに対しては有効的なツールであるが、新型コロナのように潜伏期間が4日から2週間のような長い期間に及ぶウイルスには、検査を行うと感度が低すぎて偽陰性が大量に出てしまうため、あまり役立たない、新型コロナウイルスの感染者数の8割が無症状なのは感染力は強いが、毒性は低いため、混乱の源となるPCR検査を拡大使用するのは無意味であると主張している[36]。
- 「人類初の遺伝子ワクチン」はコロナへの恐怖感から長期的な影響を検証しないまま接種が始まり、有効性と安全性が2023年5月まで不明な第4相臨床試験中の実験試藥として人体実験をしている段階であると主張し、ウイルスの変異株の誕生の繰り返しにより、現在のワクチンでは新たな変異株を制圧できぬとしている。また、コロナワクチンについて、以下の観点から接種すべきか否かを問うている。
  1. 新型コロナの本質は血栓症である。
  2. スパイクタンパク質が血栓を作る毒物である（Circulation Reseaarch &　米国ソーク研究所）。
  3. ワクチン接種後の早期死亡の多数は、血栓や血管病態、循環器系障害である。
  4. mRNAワクチンは肝臓や脾臓、骨髄に加えて、副腎や卵巣などにも集積する（ファイザー社資料）。
  5. 抗スパイク抗体の血中半減期は約36日で寿命が短いため、予防効果は数ヶ月で終わり、再感染予防効果は極めて低い。
  6. DNAワクチンは体内で半永久的に作用し続ける。
  7. 以上の観点から、多くの医師がこれらの事実を知らず、接種の判断は個人の責任としているの欺瞞であり、短期間に重症副反応や死者が劇的に増加している薬を、リスクが皆無の子供や生殖世代に接種することの問題性を訴え、接種後にひどい自覚症状があったら、ただちに肺のCT画像と血中のDダイマーを検査依頼し、不幸にも死亡した場合には、家族が「病理解剖」を依頼することを勧めている[PR 2][37]。
- 「コロナワクチン接種者が免疫不全になり始めている」と主張している[PR 13]。
- 今回の新型コロナに対してはマスクの効果は限定的であり、ポストコロナ時代には「ステイ・クローズ」をし、場の空気に支配された人間関係を回復し、日本社会の再構築を望んでいる[PR 12]。具体的には“手洗い、ウガイ、鼻洗浄、トイレの清掃消毒“を勧めている[PR 14][38]。
- 新型コロナウイルスは高齢者にとってはリスクのある感染症であり、有効な感染対策として。手洗い、うがい、鼻洗浄・口腔ケアのほかに糞口感染を防ぐためのトイレの消毒をあげている[PR 2]。
- 日本の寺社の手水舎による手洗いの習慣、玄関で靴を脱ぐ習慣を衛生的であると述べ、お辞儀の習慣も無意識的な感染症対策になっており、日本人が歴史的に感染症に対して適切な行動をしていると述べている[PR 12]。
- COVID-19ワクチンをデトックスするために、納豆やカテキン、ノビレチンなどを摂取すること、血管をもむことなどを勧めている[PR 9]。
- レプリコンワクチンが日本で実施されると、日本は隔離される危険性があり、政府の棄民政策が続けば日本民族は滅ぶと主張している[34]。
- 世界保健機構（WHO）による世界統一政府が2025年に始まるし、パンデミック条約によって人類の主権が奪われ、家畜化されると主張している[39]。そのため、日本がWHOから脱退するべきだと訴えている[39][21]。

## 論文
- 井上正康 - researchmap
- 井上正康 - KAKEN 科学研究費助成事業データベース
- CiNii 井上正康

## 著書

### 単著
- 『いつでもどこでも 血管ほぐし健康法：自分でできる簡単マッサージ』角川SSコミュニケーションズ、2009年7月1日。ISBN 9784827531633。
- 『病気からカラダを守る血管マッサージ健康法：1回5分!』永岡書店、2012年6月15日。ISBN 9784522430712。
- 『もむだけで血管は若返る：切れない・詰まらない血管マッサージ健康法』PHP研究所、2016年1月22日。ISBN 9784569828886。
- 『本当はこわくない新型コロナウイルス：最新科学情報から解明する「日本コロナ」の真実』方丈社、2020年10月1日。ISBN 9784908925665。
- 『きょうから始めるコロナワクチン解毒17の方法：打ってしまったワクチンから逃げ切る完全ガイド』方丈社、2023年11月30日。

### 共著、編著、監修
- 『活性酸素と病態：疾患モデルからベッドサイドへ』井上正康:編著、学会出版センター、1992年10月1日
- 『NOとスーパーオキシド：臓器特性と分子病態』井上正康, 佐藤英介, 谷口直之, 浅田浩二:編、日本アクセル・シュプリンガー出版、1995年8月
- 『活性酸素とシグナル伝達：レドックス制御と生物の生存戦略』井上正康:編、講談社、1996年8月1日
- 『肝癌の治療戦略：最適治療法を目指して』井上正康, 木下博明:監修、肝病態研究会:編、医薬ジャーナル社、1999年3月
- 井上正康:編著『活性酸素と運動―しなやかな健康と長寿を求めて』共立出版、1999年5月1日。ISBN 9784320061286。
- 井上正康:編著『活性酸素と医食同源―分子論的背景と医食の接点を求めて』共立出版、1996年7月1日。ISBN 9784320061149。
- 大柳善彦・井上正康 編『活性酸素と老化制御―多細胞社会の崩壊と長寿へのシナリオ』共立出版、2001年2月1日。ISBN 9784320061392。
- 井上正康・倉恒弘彦・渡辺恭良（共同編集） 編『疲労の科学 眠らない現代社会への警鐘』講談社、2001年5月16日。ISBN 9784061536678。
- 内海耕慥・井上正康:監修 編『新ミトコンドリア学』共立出版、2001年11月1日。ISBN 9784320055810。
- 『危ない!「慢性疲労」』渡辺恭良, 井上正康, 倉恒弘彦、NHK出版、2004年10月1日
- 『「手をもむ」だけで病気が治る! 脳が若返る!』大村恵昭, 久保田競, 井上正康、マキノ出版、2014年5月31日
- 『コロナワクチン幻想を切る：3日寝てれば治るのに!』坂の上零, 井上正康、ヒカルランド、2021年4月
- 『新型コロナが本当にこわくなくなる本 医学・政治・経済の見地から"コロナ騒動"を総括する』松田学, 井上正康、方丈社、2021年5月
- 『コロナとワクチンの全貌』小林よしのり ,井上正康、小学館新書、2021年9月
- 『新型コロナ騒動の正しい終わらせ方』松田学, 井上正康、方丈社、2021年12月
- 『マスクを捨てよ、町へ出よう』松田学, 井上正康、方丈社、2022年8月17日
- 『現代陰謀事典』（担当範囲「第5章 製薬・ワクチンにおける陰謀とは何か？井上正康氏（大阪市立大学名誉教授、現代適塾塾長）に聞く！新型コロナウイルスのワクチンの危険性とは何ですか？『今回のワクチンは免疫系を抑制する危険な遺伝子治療薬です』」）鈴木宣弘, 真田幸光, 深田萌絵, 武田邦彦, 井上正康、宝島社、2023年1月[40]
- 『農業と食の選択が未来を変える：医・食・環境から見る自然栽培という選択肢』赤穂達夫, 井上正康, 奥田政行, 夫馬賢治、自然栽培協会:監修、玄文社、2023年7月
- 『なぜ、医師の私が命がけでWHO脱退を呼びかけるのか?』井上正康:編著、方丈社、2024年3月5日

### 監訳
- 『活性酸素と疾患：分子論的背景と生物の防衛戦略』Helmut Sies;編、井上正康:監訳、学会出版センター、1987年6月
- 『レドックス制御と抗酸化治療戦略』Helmut Sies;編、井上正康:監訳、医薬ジャーナル社、2000年7月。
- 『アンチオキシダントミラクル：健康長寿へのサプリメント』レスター・パッカー, キャロル・コールマン:共著、井上正康:監訳、講談社、2002年6月18日